# Eucithara albivestis
Eucithara albivestis é uma espécie de gastrópode do gênero Eucithara, pertencente à família Mangeliidae.